# Hegarmanah (Cidolog)
Hegarmanah is een bestuurslaag in het regentschap Ciamis van de provincie West-Java, Indonesië. Hegarmanah telt 3045 inwoners (volkstelling 2010).